# Raión de Jachmaz
Jachmaz (en azerí: Xaçmaz) es uno de los cincuenta y nueve rayones en los que subdivide políticamente la República de Azerbaiyán. La capital es la ciudad de Jachmaz.

## Territorio y Población
Comprende una superficie de 1045 kilómetros cuadrados, con una población de 155 775 habitantes y una densidad poblacional de 149,06 habitantes por kilómetro cuadrado.

## Economía
La actividad económica principal es la agricultura. Se cultivan verduras, frutas y cereales. En la capital se destacan la industria de procesamiento de alimentos y la industria ligera. En las ciudades costeras sobre el mar Caspio resulta de importancia el turismo.

## Transporte
Por el raión de Xaçmaz pasa la línea ferroviaria llamada Azərbaycan Dövlət Dəmir Yolu que llega hasta la Federación Rusa.